# Quinto Curzio Rufo
Quinto Curzio Rufo (in latino: Quintus Curtius Rufus; fl. I-II secolo o III-IV secolo) è stato uno storico romano dell'età imperiale, autore delle Storie di Alessandro Magno.

## Biografia
Sotto il nome di Curzio Rufo sono state tramandate le Historiae Alexandri Magni Macedonis ("Storie di Alessandro Magno il Macedone"). Tuttavia dell'autore sappiamo pochissimo altro, se non che visse in età imperiale, tanto che sono state proposte oscillazioni anche di secoli sulla sua biografia.
Nell'opera, infatti, egli elogia la monarchia macedone argomentando che la morte di Alessandro provocò la frantumazione del suo impero, il quale avrebbe potuto reggersi solo sotto il comando di una sola forte personalità; allo stesso modo, Curzio afferma che i romani debbano essere grati al nuovo princeps (variamente identificato, a seconda della datazione, in Augusto, Claudio, Vespasiano, Traiano, Alessandro Severo, Gordiano III o persino Costantino I).
L'ipotesi che negli ultimi anni ha riscosso maggior credito, tuttavia, è che l'autore sia da identificare con il Quinto Curzio Rufo, console suffetto nel 43, che avrebbe quindi composto l'opera tra i principati di Caligola e Claudio.

## Storie di Alessandro Magno

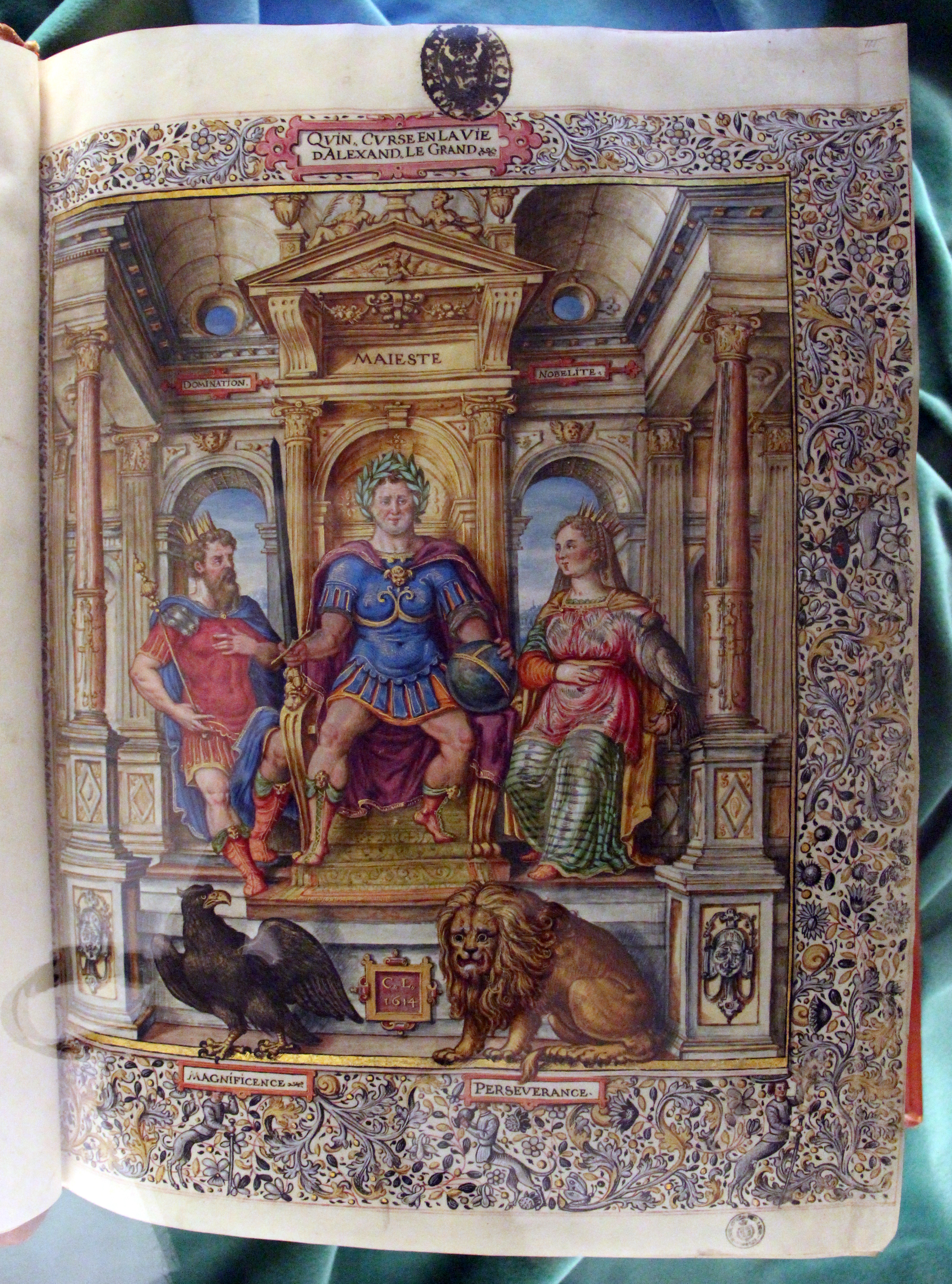
L'opera in un codice francese della seconda metà del XV secolo, oggi alla Biblioteca Medicea Laurenziana di Firenze.

All'epoca di Curzio Rufo la letteratura storiografica o romanzesca su Alessandro Magno era ormai cospicua: lo stesso Alessandro, spinto dal desiderio di gloria e immortalità, aveva dato incarico a Callistene di descrivere la sua vita, e dopo la sua morte la sua figura assunse colori sempre più favolosi e leggendari. L'opera di Curzio Rufo narra la vita e le imprese fino alla morte del sovrano macedone, avvenuta nel 323 a.C., e le dispute tra i Diadochi. In origine divisa in X libri, essa ci è tuttavia giunta mutila dei primi due.
Nel punto in cui inizia la narrazione, Alessandro ha già da tempo abbandonato la Macedonia alla volta dell'Impero achemenide, ove si appresta allo scontro con Dario III. Il gran re viene gravemente ferito nella battaglia di Isso e costretto alla fuga, mentre i suoi familiari vengono catturati dei macedoni. Alessandro espugna Tiro dopo un assedio di sette mesi, quindi si inoltra in Egitto, facendo tappa all'oracolo di Ammone, i cui sacerdoti riconoscono la sua origine divina. Dopo aver fondato Alessandria, si reca nuovamente in Mesopotamia, marciando attraverso Babilonia, Susa ed Ecbatana. Dario cade vittima di una cospirazione guidata da Besso, satrapo della Battriana. Mentre pone fine alle ultime resistenze persiane, Alessandro deve reprimere anche una congiura interna. Cresce il malcontento di quanti gli rimproverano di aver abbandonato i costumi macedoni e vorrebbero tornare in patria. Durante un convito Alessandro uccide l'amico Clito; in questo periodo inizia anche a pretendere che i suoi uomini si inginocchino davanti a lui come davanti a un dio. Si invaghisce di una fanciulla orientale, Rossane, e la sposa. Marcia verso l'India, ma ormai i soldati si ribellano e costringono il re a tornare indietro. Il re riesce a convincerli a procedere fino all'oceano dove un'improvvisa marea uccide i partecipanti alla spedizione. Il libro si chiude sull'immagine dell'esercito trasformato in un corteo. Aumentano stravaganze, collere e crudeltà di Alessandro, che infine fa ritorno a Babilonia, dove si ammala e muore. Si apre a questo punto la lotta per la successione.
Con l'opera di Rufo la storiografia latina fa il suo ingresso nei territori fino a quel momento inesplorati del romanzo esotico e avventuroso. Protagonista non è qui il popolo romano, ma un eroe macedone che si inoltra in regioni ignote di un mondo esotico. L'autore sa appagare la fantasia del suo pubblico; d'altra parte, è la materia stessa ad essere piena di cose meravigliose e fuori dal comune. Il modello prevalente è senza dubbio quello della storiografia mimetica e drammatica, in cui il destino e gli uomini sono travolti dal potere della fortuna. Naturalmente al centro di tutto c'è la figura di Alessandro, straordinaria nei vizi come nelle virtù.
L'autore traccia alla fine dell'opera una valutazione complessiva su Alessandro, che risente profondamente della mentalità romana, fondata sui concetti di modus (misura); al di là delle singole considerazioni moralistiche, il personaggio di Alessandro risulta sempre affascinante. Come osserva Rufo, non avevano la stessa disposizione d'animo Alessandro e i suoi soldati, perché mentre l'imperatore sognava un impero universale i soldati desideravano cogliere immediatamente i frutti delle loro fatiche.
Nell'opera Rufo, più che esporre le gesta di Alessandro con criteri storici, si avvale «di quelle meravigliose imprese, come d'un bell'argomento, per far prova della propria fantasia e delle proprie attitudini letterarie. (...) L'opera non ha dunque i caratteri di una vera storia, ma piuttosto quelli di un romanzo. (...), un libro che offre una lettura interessante e piacevole, e che non manca di pregi artistici, ma, come fonte storica, da usarsi con molta prudenza».

### Stile

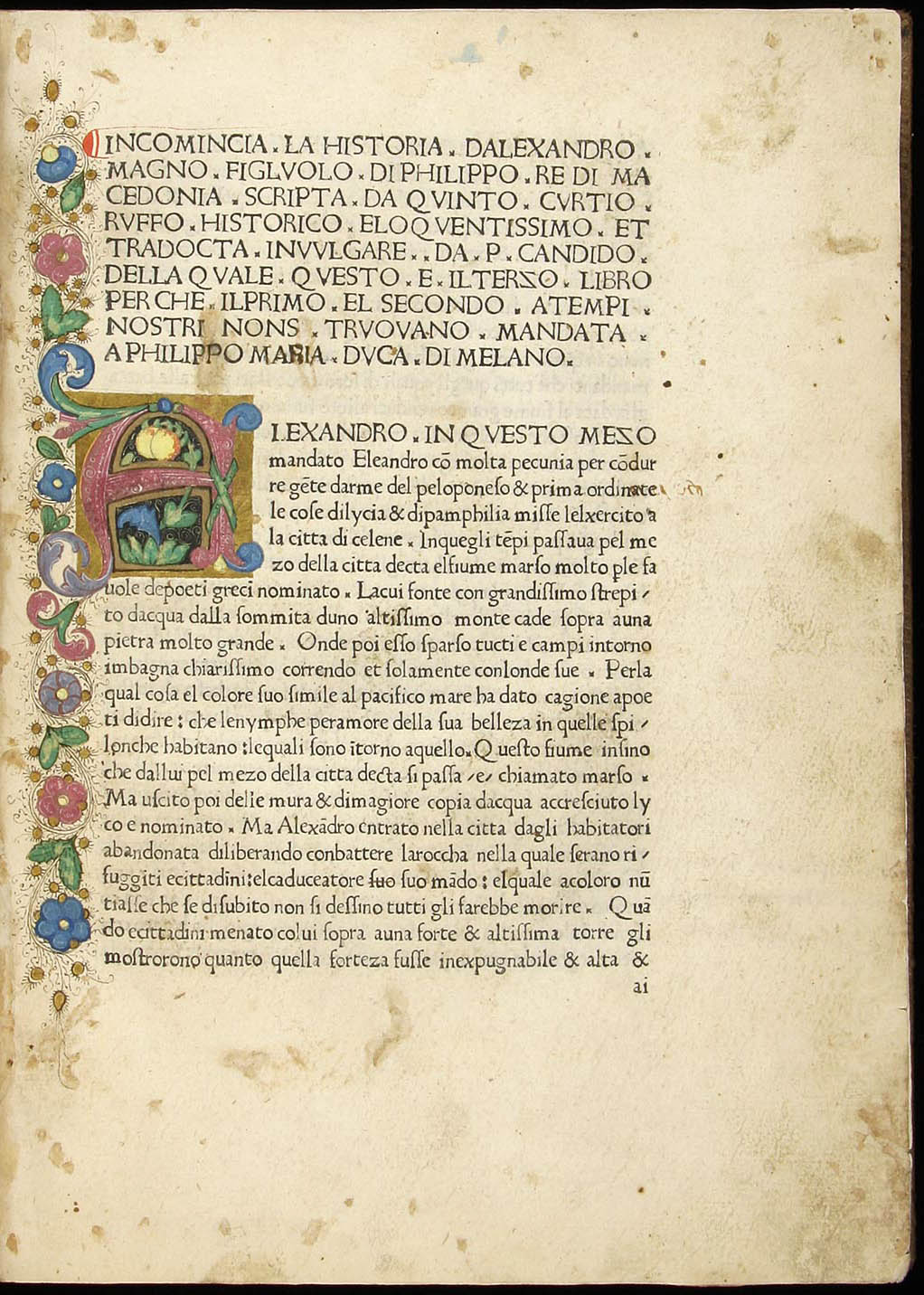
Il volgarizzamento delle Storie opera di Pier Candido Decembrio dedicato a Filippo Maria Visconti (1438) in un incunabolo stampato a Firenze nel 1478.

Lo stile di Rufo è nel complesso piano e scorrevole e ricorda quello di Tito Livio, che è il modello di numerosi discorsi. Non mancano influenze di Pompeo Trogo, Orazio, Virgilio e Seneca, rintracciate nelle Historiae dai vari studiosi.
Altra caratteristica che lo distingue da altri storici latini meglio attestati è l'impiego della prosa ritmica, rintracciabile soltanto in autori tardi, come Simmaco, Ausonio e San Girolamo, il che ha avvalorato una collocazione alternativa dell'opera e della vita di Curzio Rufo, nella più tarda età costantiniana (IV secolo).
Le storie di Rufo presto alimentarono il fascinoso immaginario sul sovrano macedone, confluito poi nel celeberrimo Romanzo di Alessandro, che influenzerà l'intero Medioevo.

## Opere
- Quintus, Historiae Alexandri Magni, Impressum Florentiae, San Jacopo di Ripoli, 1478.